# Sene (Gana)

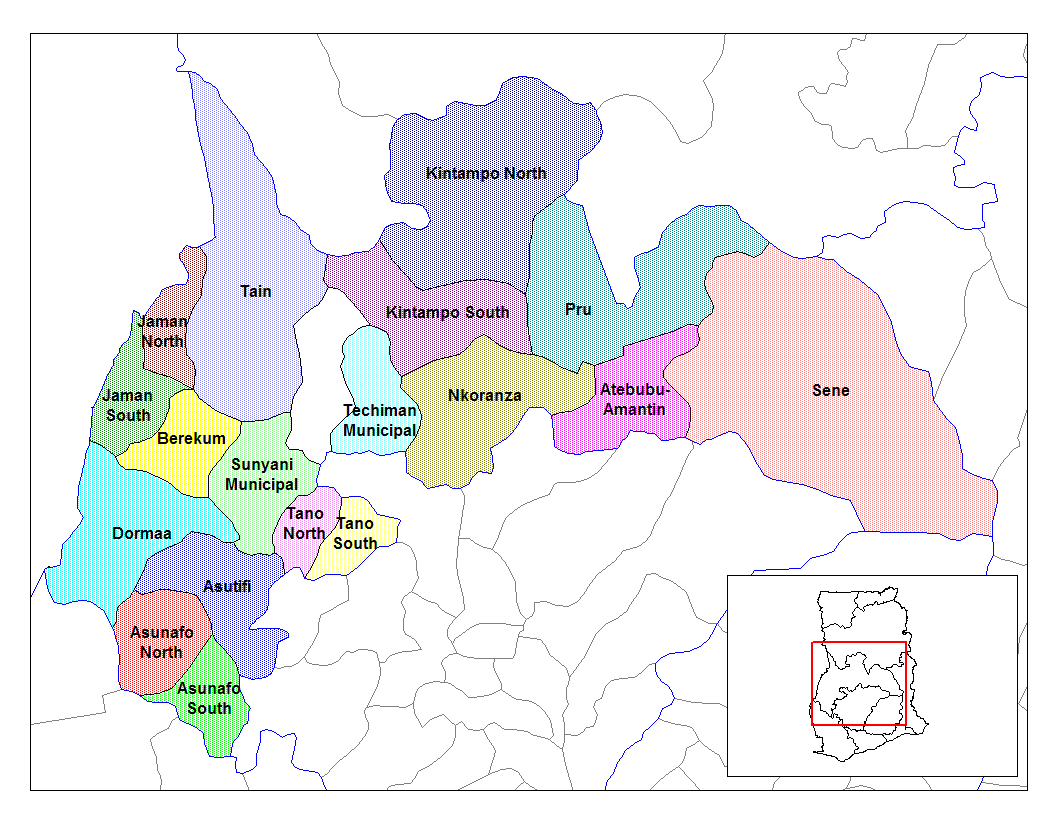
Mapa da região Brong-Ahafo; Sene encontra-se no extremo leste

Sene é um distrito localizado no extremo leste da região Brong-Ahafo, no Gana.